# Organització territorial de Letònia
L'Organització territorial de Letònia actualment es subdivideix en 43 unitats de govern local formades per 36 municipis (novadi) i set ciutats estatals (valstspilsētas).
El 10 de juny de 2020, el Saeima va aprovar una reforma municipal que reduä els 110 municipis i les nou ciutats repúblicanes a 43 unitats de govern local formades per 36 municipis i set ciutats estatals.L'1 de juny de 2021, el Tribunal Constitucional de Letònia va dictaminar que l'annexió del municipi de Varakļāni al Municipi de Rēzekne era inconstitucional. En resposta, el Saeima va decidir preservar l'existència del municipi de Varakļāni com a 43a unitat de govern local.
L'actual divisió administrativa de Letònia va entrar en vigor l'1 de juliol de 2021.

## Divisió administrativa (2021 en endavant)

Municipis i ciutats estatals a partir del 2021.

La llei de 2020 sobre territoris administratius i àrees poblades va designar Ogre i les nou ciutats repúbliques anteriors com a ciutats estatals. També va preveure la promoció d'Iecava i Koknese a l'estatus de ciutat estatal l'1 de juliol de 2021. Tanmateix, d'acord amb la mateixa llei, només les set ciutats estatals enumerades a la taula següent tindran governs locals independents de qualsevol municipi. Les ciutats estatals de Jēkabpils i Valmiera van passar a formar part del municipi de Jēkabpils i del municipi de Valmiera respectivament l'1 de juliol de 2021.

### Ciutats estatals
| Símbol              | Ciutat estatal | Població (2021 estimada) |
| ------------------- | -------------- | ------------------------ |
| Escut de Daugavpils | Daugavpils     | 80.627                   |
| Escut de Jelgava    | Jelgava        | 55.336                   |
| Escut de Jūrmala    | Jūrmala        | 50.248                   |
| Escut de Liepāja    | Liepāja        | 67.964                   |
| Escut de Rēzekne    | Rēzekne        | 26.839                   |
| Escut de Riga       | Riga           | 614.618                  |
| Escut de Ventspils  | Ventspils      | 33.372                   |

### Municipis
Com s'ha dit abans el nombre de municipis és de 36, els quals engloben d'altres unitats territorials urbanes o rurals.
| Símbol                               | Municipi       | Població (2021 estimada) | Unitats territorials pertanyents al municipi |
| ------------------------------------ | -------------- | ------------------------ | --- |
| Escut del municipi d'Ādažu           | Ādaži          | 21.134                   | Ādaži (parròquia), Ādaži (ciutat), Carnikava |
| Escut del municipi d'Aizkraukle      | Aizkraukle     | 29.367                   | Aiviekste, Aizkraukle, Aizkraukle (ciutat), Bebri, Daudzese, Irši, Jaunjelgava, Jaunjelgava (ciutat), Klintaine, Koknese, Koknese (ciutat), Mazzalve, Nereta, Pilskalne, Pļaviņas (ciutat), Sece, Sērene, Skrīveri, Staburags, Sunākste, Vietalva, Zalve.                                                                |
| Escut del municipi d'Alūksne         | Alūksne        | 13.861                   | Alsviķi], Alūksne (ciutat), Anna, Ilzene, Jaunalūksne, Jaunanna, Jaunlaicene, Kalncempji, Liepna, Maliena, Mālupe, Mārkalne, Pededze, Veclaicene, Zeltiņi, Ziemeri. |
| Escut del municipi d'Augšdaugava     | Augšdaugava    | 25.927                   | Ambeļi, Bebrene, Biķernieki, Demene, Dubna, Dviete, Eglaine, Ilūkste (ciutat), Kalkūne, Kalupe, Laucesa, Līksna, Maļinova, Medumi, Naujene, Nīcgale, Pilskalne, Prode Parish, Saliena, Skrudaliena, Subate (ciutat), Svente, Šēdere, Tabore, Vabole, Vecsaliena, Višķi.                                                  |
| Escut del municipi de Balvi          | Balvi          | 19.015                   | Baltinava, Balvi, Balvi (ciutat), Bērzkalne, Bērzpils, Briežuciems, Krišjāņi, Kubuli, Kuprava, Lazdukalns, Lazduleja, Medņeva, Rugāji, Susāji, Šķilbēni, Tilža, Vectilža, Vecumi, Viļaka (ciutat), Vīksna, Žīguri. |
| Escut del municipi de Bauska         | Bauska         | 41.755                   | Bauska (ciutat), Bārbele, Brunava, Ceraukste, Code, Dāviņi, Gailīši, Iecava, Iecava (ciutat), Īslīce, Kurmene, Mežotne, Rundāle, Skaistkalne, Stelpe, Svitene, Valle, Vecsaule, Vecumnieki, Viesturi. |
| Escut del municipi de Cēsis          | Cēsis          | 41.161                   | Amata, Cēsis (ciutat), Drabeši, Dzērbene, Ineši, Jaunpiebalga, Kaive, Liepa, Līgatne, Līgatne (ciutat), Mārsnēni, Nītaure, Priekuļi, Raiskums, Skujene, Stalbe, Straupe, Taurene, Vaive, Vecpiebalga, Veselava, Zaube, Zosēni.                                                                                           |
| Escut del municipi de Dienvidkurzeme | Dienvidkurzeme | 33.364                   | Aizpute, Aizpute (ciutat), Bārta, Bunka, Cīrava, Dunalka, Dunika, Durbe, Durbe (ciutat), Embūte, Gavieze, Gramzda, Grobiņa, Grobiņa (ciutat), Kalēti, Kalvene, Kazdanga, Laža, Medze, Nīca, Otaņķi, Pāvilosta (ciutat), Priekule, Priekule (ciutat), Rucava, Saka, Tadaiķi, Vaiņode, Vecpils, Vērgale, Virga.            |
| Escut del municipi de Dobele         | Dobele         | 28.517                   | Annenieki, Auce (ciutat), Augstkalne, Auri, Bēne, Bērze, Biksti, Bukaiši, Dobele, Dobele (ciutat), Īle, Jaunbērze, Krimūna, Lielauce, Naudīte, Penkule, Tērvete, Ukri, Vecauce, Vītiņi, Zebrene. |
| Escut del municipi de Gulbene        | Gulbene        | 19.619                   | Beļava, Dauksti, Druviena, Galgauska, Gulbene (ciutat), Jaungulbene, Lejasciems, Litene, Lizums, Līgo, Ranka, Stāmeriena, Stradi, Tirza. |
| Escut del municipi de Jelgava        | Jelgava        | 31.969                   | Cena, Eleja, Glūda, Jaunsvirlauka, Kalnciems, Lielplatone, Līvbērze, Ozolnieki, Platone, Salgale, Sesava, Svēte, Valgunde, Vilce, Vircava, Zaļenieki. |
| Escut del municipi de Jēkabpils      | Jēkabpils      | 40.576                   | Aknīste, Aknīste (ciutat), Asare, Atašiene, Ābeļi, Dignāja, Dunava, Elkšņi, Gārsene, Jēkabpils (ciutat), Kalna, Krustpils, Kūkas, Leimaņi, Mežāre, Rite, Rubene, Sala, Sauka, Sēlpils, Varieši, Viesīte, Viesīte (ciutat), Vīpe, Zasa.                                                                                   |
| Escut del municipi de Ķekava         | Ķekava         | 30.077                   | Baldone, Baldone (ciutat), Baloži (ciutat), Daugmale, Ķekava, Ķekava (ciutat). |
| Escut del municipi de Krāslava       | Krāslava       | 21.459                   | Andrupene, Andzeļi, Asūne, Auleja, Bērziņi, Dagda, Dagda (ciutat), Ezernieki, Grāveri, Indra, Izvalta, Kalnieši, Kaplava, Kastuļina, Kombuļi, Konstantinova, Krāslava, Krāslava (ciutat), Ķepova, Piedruja, Robežnieki, Skaista, Svariņi, Šķaune, Šķeltova, Ūdrīši.                                                      |
| Escut del municipi de Kuldīga        | Kuldīga        | 27.36                    | Alsunga, Ēdole, Gudenieki, Īvande, Kabile, Kuldīga (ciutat), Kurmāle, Laidi, Nīkrāce, Padure, Pelči, Raņķi, Renda, Rudbārži, Rumba, Skrunda, Skrunda (ciutat), Snēpele, Turlava, Vārme. |
| Escut del municipi de Limbaži        | Limbaži        | 28.546                   | Ainaži, Ainaži (ciutat), Aloja, Aloja (ciutat), Braslava, Brīvzemnieki, Katvari, Liepupe, Limbaži, Limbaži (ciutat), Pāle, Salacgrīva, Salacgrīva (ciutat), Skulte, Staicele, Staicele (ciutat), Umurga, Vidriži, Viļķene.                                                                                               |
| Escut del municipi de Līvāni         | Līvāni         | 10.636                   | Jersika, Līvāni (ciutat), Rožupe, Rudzāti, Sutri, Turki. |
| Escut del municipi de Ludza          | Ludza          | 21.777                   | Blonti, Briģi, Cibla, Cirma, Goliševa, Isnauda, Istra, Kārsava (ciutat), Lauderi, Līdumnieki, Ludza (ciutat), Malnava, Mežvidi, Mērdzene, Nirza, Ņukši, Pasiene, Pilda, Pureņi, Pušmucova, Rundēni, Salnava, Zaļesje, Zilupe (ciutat), Zvirgzdene.                                                                       |
| Escut del municipi de Madona         | Madona         | 28.692                   | Arona, Barkava, Bērzaune, Cesvaine, Cesvaine (ciutat), Dzelzava, Ērgļi, Indrāni, Jumurda, Kalsnava, Lazdona, Liezēre, Lubāna (ciutat), Ļaudona, Madona (ciutat), Mārciena, Mētriena, Ošupe, Prauliena, Sarkaņi, Sausnēja, Vestiena.                                                                                      |
| Escut del municipi de Mārupe         | Mārupe         | 32.824                   | Babīte, Mārupe, Mārupe (ciutat), Sala. |
| Escut del municipi d'Ogre            | Ogre           | 57.617                   | Birzgale, Ikšķile (ciutat), Jumprava, Krape, Ķegums (ciutat), Ķeipene, Laubere, Lēdmane, Lielvārde, Lielvārde (ciutat), Madliena, Mazozoli, Meņģele, Ogre (ciutat), Ogresgals, Rembates, Suntaži, Taurupe, Tīnūži, Tome.                                                                                                 |
| Escut del municipi d'Olaine          | Olaine         | 19.705                   | Olaine, Olaine (ciutat) |
| Escut del municipi de Preiļi         | Preiļi         | 16.759                   | Aglona, Aizkalne, Galēni, Pelēči, Preiļi, Preiļi (ciutat), Riebiņi, Rožkalni, Rušona, Sauna, Silajāņi, Sīļukalns, Stabulnieki, Upmala, Vārkava. |
| Escut del municipi de Rēzekne        | Rēzekne        | 29.643                   | Audriņi, Bērzgale, Čornaja, Dricāni, Feimaņi, Gaigalava, Griškāni, Ilzeskalns, Kantinieki, Kaunata, Lendži, Lūznava, Mākoņkalns, Malta, Nagļi, Nautrēni, Ozolaine, Ozolmuiža, Puša, Rikava, Sakstagals, Silmala, Stoļerova, Strūžāni, Vērēmi, Dekšāres, Sokolki, Viļāni, Viļāni (ciutat).                                |
| Escut del municipi de Ropaži         | Ropaži         | 31.697                   | Garkalne, Ropaži, Stopiņi, Vangaži (ciutat) |
| Escut del municipi de Salaspils      | Salaspils      | 22.868                   | Salaspils, Salaspils (ciutat) |
| Escut del municipi de Saldus         | Saldus         | 27.110                   | Blīdene, Brocēni (ciutat), Ciecere, Ezere, Gaiķi, Jaunauce, Jaunlutriņi, Kursīši, Lutriņi, Nīgrande, Novadnieki, Pampāļi, Remte, Ruba, Saldus, Saldus (ciutat), Šķēde, Vadakste, Zaņa, Zirņi, Zvārde. |
| Escut del municipi de Saulkrasti     | Saulkrasti     | 9.230                    | Saulkrasti, Saulkrasti (ciutat), Sēja. |
| Escut del municipi de Sigulda        | Sigulda        | 30.625                   | Allaži, Inčukalns, Krimulda, Lēdurga, Mālpils, More, Sigulda, Sigulda (ciutat). |
| Escut del municipi de Smiltene       | Smiltene       | 18.155                   | Ape, Ape (ciutat), Bilska, Blome, Branti, Drusti, Gaujiena, Grundzāle, Launkalne, Palsmane, Rauna, Smiltene, Smiltene (ciutat), Trapene, Variņi, Vireši. |
| Escut del municipi de Talsi          | Talsi          | 35.699                   | Abava, Ārlava, Balgale, Dundaga, Ģibuļi, Īve, Kolka, Ķūļciems, Laidze, Lauciene, Lībagi, Lube, Mērsrags, Roja, Sabile (ciutat), Stende (ciutat), Strazde, Talsi (ciutat), Valdemārpils (ciutat), Valdgale, Vandzene, Virbi.                                                                                              |
| Escut del municipi de Tukums         | Tukums         | 44.411                   | Cēres, Degole, Džūkste, Engure, Irlava, Jaunpils, Jaunsāti, Kandava, Kandava (ciutat), Lapmežciems, Lestene, Matkule, Pūre, Sēme, Slampe, Smārde, Tukums (ciutat), Tume, Vāne, Viesati, Zante, Zemīte, Zentene, |
| Escut del municipi de Valka          | Valka          | 7.596                    | Ērģeme, Kārķi, Valka, Valka (ciutat), Vijciems, Zvārtava. |
| Escut del municipi de Valmiera       | Valmiera       | 51.370                   | Bērzaine, Brenguļi, Burtnieki, Dikļi, Ēvele, Ipiķi, Jeri, Jērcēni, Kauguri, Kocēni, Ķoņi, Lode, Matīši, Mazsalaca, Mazsalaca (ciutat), Naukšēni, Plāņi, Ramata, Rencēni, Rūjiena (ciutat), Seda (ciutat), Sēļi, Skaņkalne, Strenči (ciutat), Trikāta, Vaidava, Valmiera, Valmiera (ciutat), Vecate, Vilpulka, Zilākalns. |
| Escut de Varakļāni                   | Varakļāni      | 2.945                    | Murmastiene, Varakļāni, Varakļāni (ciutat) |
| Escut del municipi de Ventspils      | Ventspils      | 10.777                   | Ance, Jūrkalne, Piltene, Piltene (ciutat), Pope, Puze, Tārgale, Ugāle, Usma, Užava, Vārve, Ziras, Zlēkas. |

## Divisió administrativa (2009-2021)
Uns 110 municipis (en Letó novadi) i 9 ciutats republicanes (en letó Republikas pilsētas), cadascuna amb la seva pròpia administració, dins de la república de Letònia, d'acord amb la Reforma Territorial Administrativa de Letònia, que va entrar en vigència l'1 de juliol de 2009.

### Ciutats republicanes

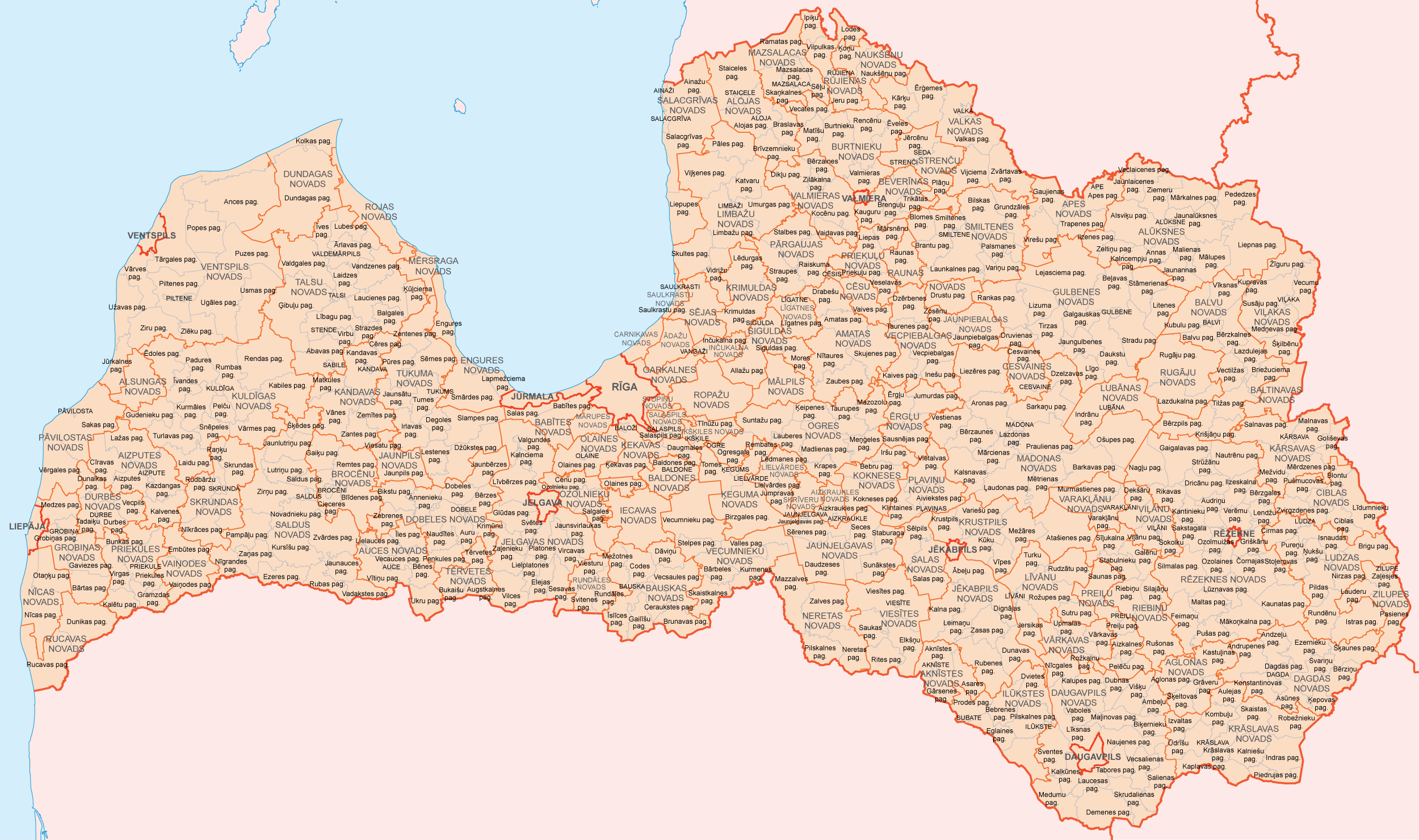
Divisions administratives de Letònia (3 de gener de 2011).

Les ciutats republicanes de Letònia són les següents:
| Número | Ciutat republicana |
| ------ | ------------------ |
| 1.     | Daugavpils         |
| 2.     | Jēkabpils          |
| 3.     | Jelgava            |
| 4.     | Jurmala            |
| 5.     | Liepāja            |
| 6.     | Rēzekne            |
| 7.     | Riga               |
| 8.     | Valmiera           |
| 9.     | Ventspils          |

### Municipis

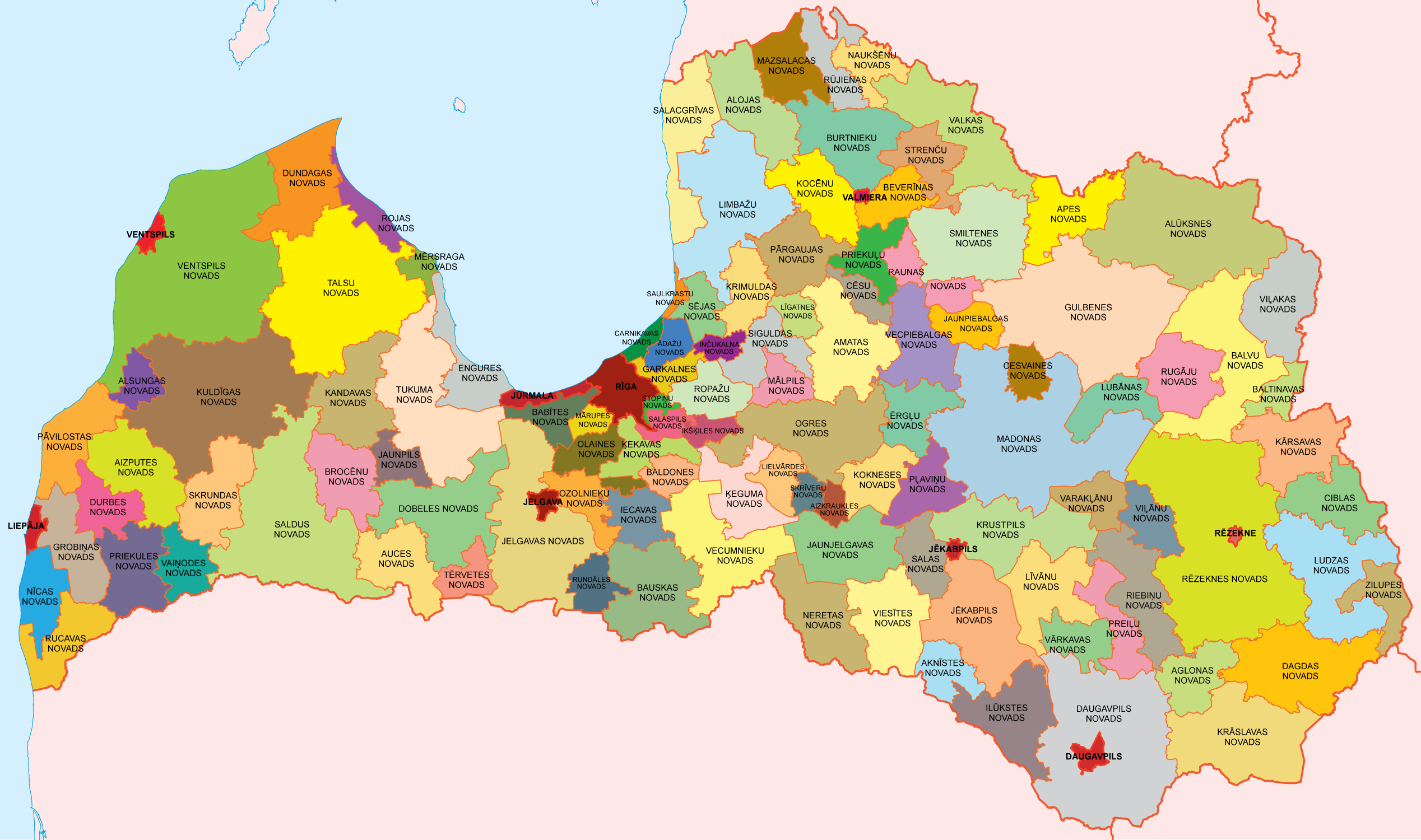
Organització territorial de Letònia, vigent des del mes de gener de 2011.

La següent taula conté els 110 municipis de Letònia, per ordre alfabètic:
| Municipis         | Municipis  | Municipis | Municipis   | Municipis  | Municipis | Municipis | Municipis   | Municipis    | Municipis |
| ----------------- | ---------- | --------- | ----------- | ---------- | --------- | --------- | ----------- | ------------ | --------- |
| Aglona            | Aizkraukle | Aizpute   | Aknīste     | Aloja      | Alsunga   | Alūksne   | Amata       | Ape          | Auce      |
| Ādaži             | Babīte     | Baldone   | Baltinava   | Balvi      | Bauska    | Beverīna  | Brocēni     | Burtnieki    | Carnikava |
| Cēsis             | Cesvaine   | Cibla     | Dagda       | Daugavpils | Dobele    | Dundaga   | Durbe       | Engure       | Ērgļi     |
| Garkalne          | Grobiņa    | Gulbene   | Iecava      | Ikšķile    | Inčukalns | Ilūkste   | Jaunjelgava | Jaunpiebalga | Jaunpils  |
| Jēkabpils         | Jelgava    | Kandava   | Kārsava     | Koknese    | Krāslava  | Krimulda  | Krustpils   | Kuldīga      | Ķegums    |
| Ķekava            | Lielvārde  | Līgatne   | Limbaži     | Līvāni     | Lubāna    | Ludza     | Madona      | Mālpils      | Mārupe    |
| Mazsalaca         | Mērsrags   | Naukšēni  | Nereta      | Nīca       | Ogre      | Olaine    | Ozolnieki   | Pārgauja     | Pāvilosta |
| Pļaviņas          | Preiļi     | Priekule  | Priekuļi    | Rauna      | Rēzekne   | Riebiņi   | Roja        | Ropaži       | Rucava    |
| Rugāji            | Rundāle    | Rūjiena   | Salacgrīva  | Sala       | Salaspils | Saldus    | Saulkrasti  | Sēja         | Sigulda   |
| Skrīveri          | Skrunda    | Smiltene  | Stopiņi     | Strenči    | Talsi     | Tērvete   | Tukums      | Vaiņode      | Valka     |
| Valmiera / Kocēni | Varakļāni  | Vārkava   | Vecpiebalga | Vecumnieki | Ventspils | Viesīte   | Viļaka      | Viļāni       | Zilupe    |

## Divisió administrativa (anterior a 1991)
Des de l'any 1991 el país es componia de trenta-nou districtes (en letó, raions) i set ciutats autònomes.